# Joseph Murray
Joseph Edward Murray (ur. 1 kwietnia 1919 w Milford w stanie Massachusetts, zm. 26 listopada 2012 w Bostonie) – amerykański chirurg, w 1954 roku przeprowadził pierwszą udaną operację przeszczepu nerki. W 1990 roku otrzymał nagrodę Nobla w dziedzinie medycyny za prace w dziedzinie transplantologii.